# Mario Golf: Advance Tour
Mario Golf: Advance Tour (Japans: マリオゴルフ GBA ツアー; Mario Golf: GBA Tour) is een computerspel dat werd ontwikkeld door Camelot Software Planning en werd uitgegeven door Nintendo. Het spel kwam in 2004 uit voor de Game Boy Advance. Het is een sportspel waarbij de speler golf kan spelen. Spelers kunnen hun eigen personage ontwerpen. Het spel kent ook RPG elementen. Het uiteindelijk doel is bovenaan de ranglijst van diverse clubs te prijken. De speler kan ervaring opdoen door middel van het spelen van wedstrijden en het doen van minigames. Het perspectief is in de derde persoon met bovenaanzicht.

## Personages
- Wario
- Princess Daisy
- Mario
- Luigi
- Princess Peach
- Yoshi
- Bowser
- Waluigi

## Platforms
| Jaar | Platform            |
| ---- | ------------------- |
| 2004 | Game Boy Adance     |
| 2014 | Wii Virtual Console |

## Ontvangst
| Beoordeeld door        | Jaar | Platform         | Score |
| ---------------------- | ---- | ---------------- | ----- |
| Kombo.com              | 2004 | Game Boy Advance | 95%   |
| Wham! gaming           | 2004 | Game Boy Advance | 93%   |
| 1UP                    | 2004 | Game Boy Advance | 90%   |
| GameZone               | 2004 | Game Boy Advance | 90%   |
| GamePro (US)           | 2004 | Game Boy Advance | 90%   |
| GameSpot               | 2004 | Game Boy Advance | 82%   |
| Game Informer Magazine | 2004 | Game Boy Advance | 80%   |
| NintendoWorldReport    | 2004 | Game Boy Advance | 75%   |
| Gamestyle              | 2006 | Game Boy Advance | 70%   |
| Bordersdown            | 2004 | Game Boy Advance | 70%   |

Golf · 
NES Open Tournament Golf · 
Mario Golf (N64) · 
Mario Golf (GBC) · 
Toadstool Tour · 
Advance Tour · 
World Tour